# کلاه ایمنی

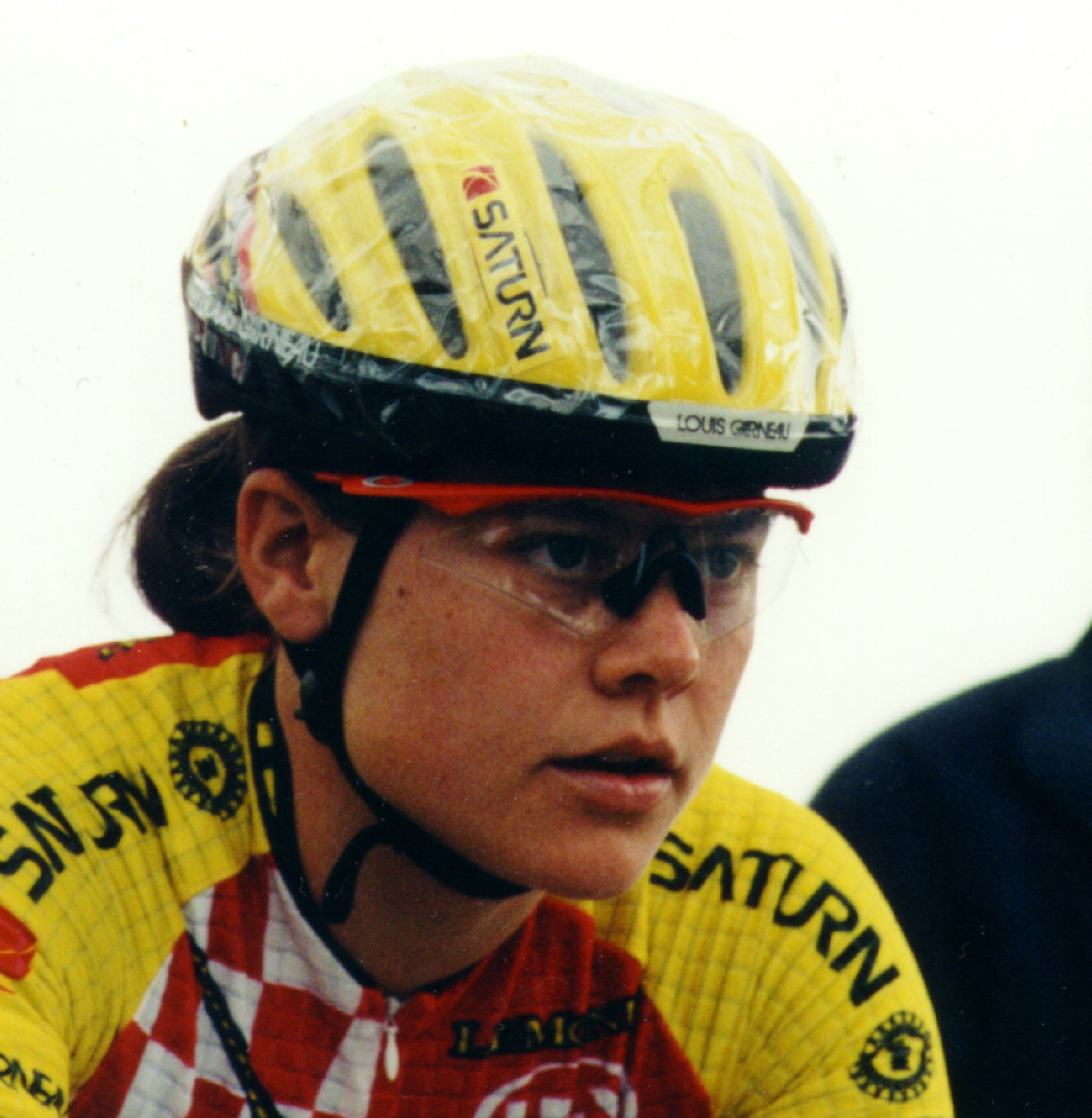
کلاه ایمنی دوچرخه

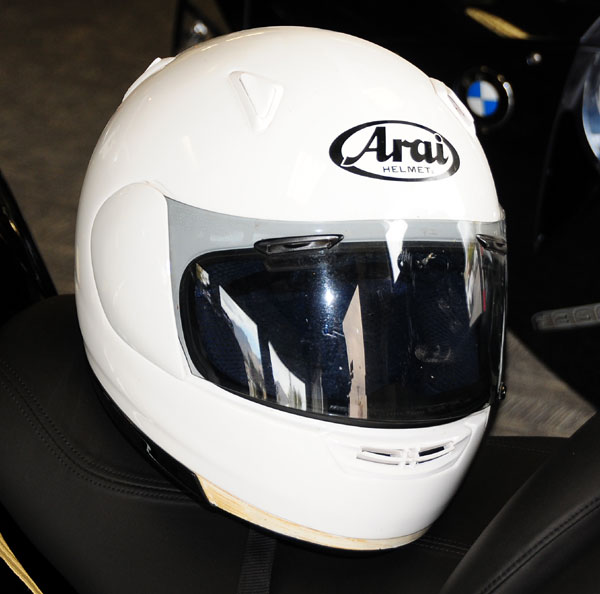
کلاه ایمنی موتورسیکلت

کلاه ایمنی یا خود وسیله‌ای محافظتی است که برای جلوگیری از صدمه رسیدن به سر استفاده می‌شود. در برخی موارد این گونه کلاه جنبه حفاظتی ندارد و به صورت نمادین استفاده می‌شود. قدیمی‌ترین کلاه ایمنی توسط سربازان آشوری در ۹۰۰ سال پیش از میلاد مسیح مورد استفاده قرار می‌گرفت. این کلاه دارای عینک و کلاه برنزی ضخیمی بود تا از سر در مقابل ضربات شمشیر و تیر محافظت کند. هم‌اکنون نیز سربازان از این‌گونه کلاه‌ها استفاده می‌کنند که بیشتر از مواد سبک وزن پلاستیکی ساخته می‌شود.
در موارد غیرنظامی نیز کلاه ایمنی برای فعالیت‌های تفریحی و ورزشی مورد استفاده قرار می‌گیرد. (برای مثال: سوارکاری، فوتبال آمریکایی، هاکی روی یخ، کریکت، بیسبال، پاراگلایدینگ و سنگ‌نوردی) همچنین در فعالیت‌های خطرناک همچون ساخت‌وساز، کار در معدن و پلیس ضد شورش استفاده می‌شود. استفاده از کلاه ایمنی در برخی صنایع اجباری می‌باشد . در موتورسواری و دوچرخه‌سواری نیز کلاه‌های مخصوصی مورد استفاده قرار می‌گیرد. 
کلاه‌های مخصوص ورزش‌های هوایی مانند پاراگلایدر، هنگ گلایدر، گلایدر و ULM باید مطابق با استاندارد اروپایی EN966 باشند.راهنمای انتخاب کلاه ایمنی پاراگلایدر

## نگارخانه

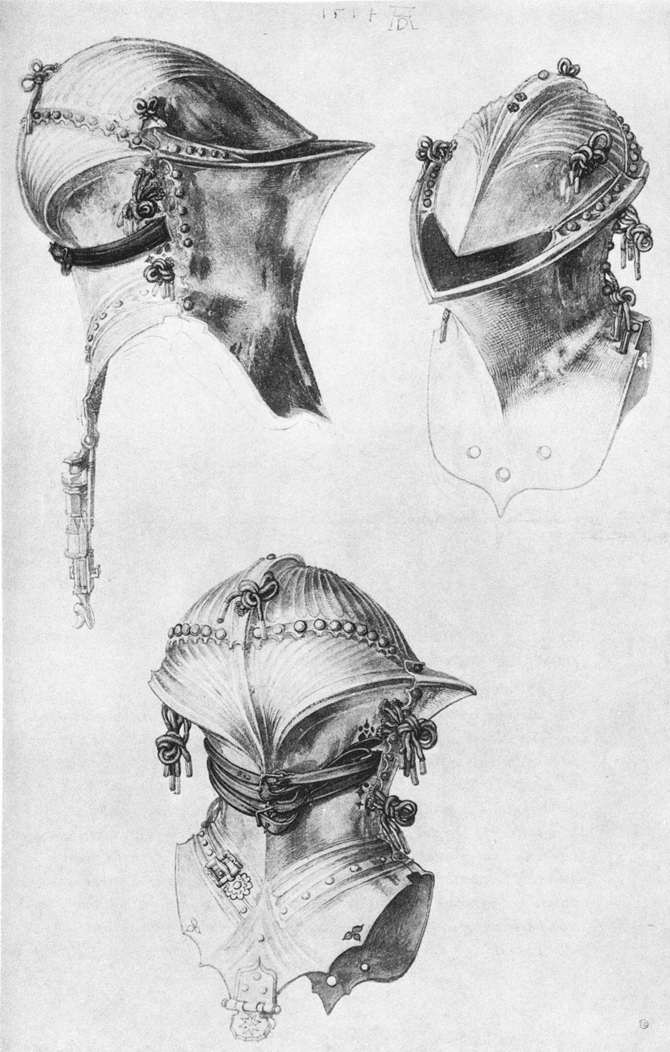
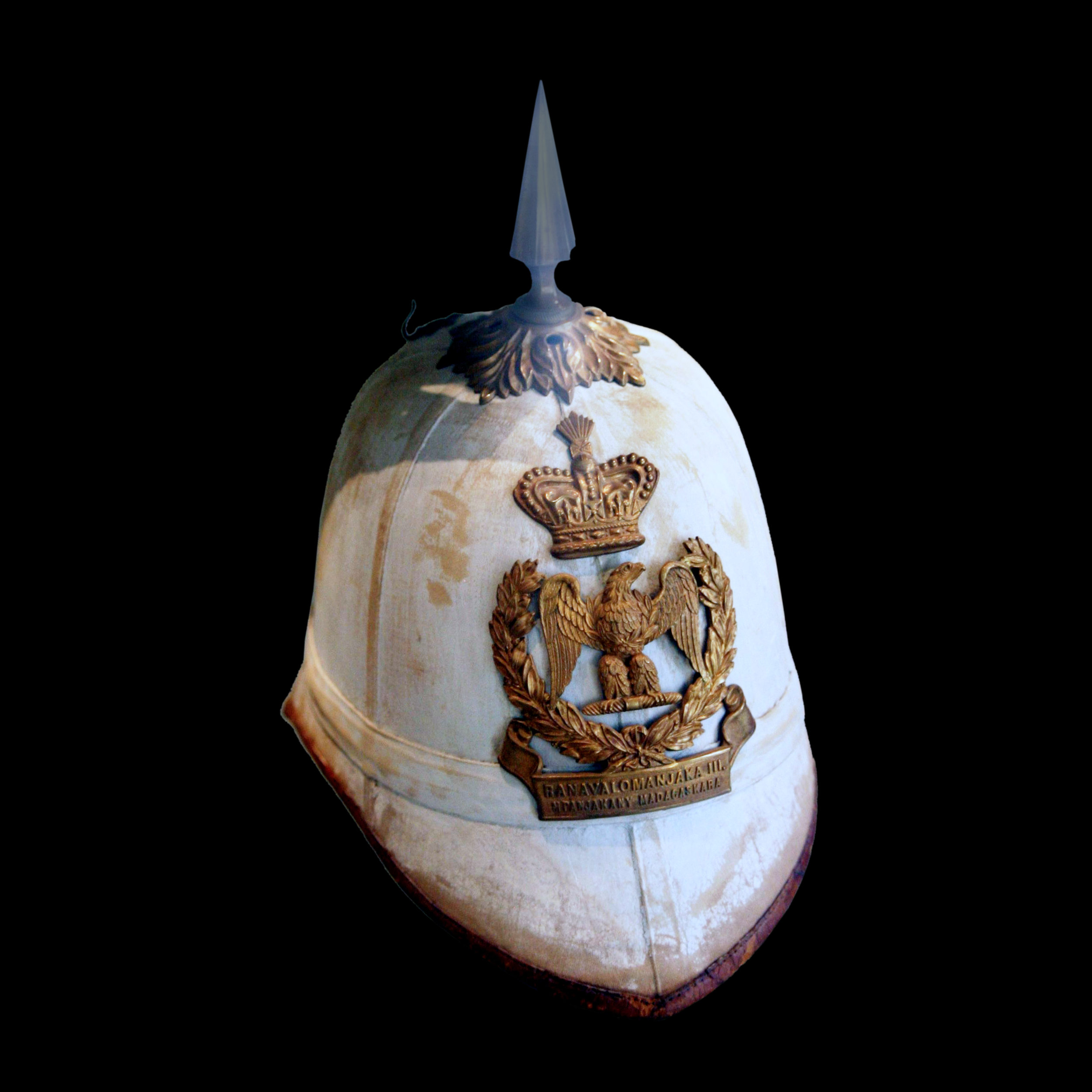
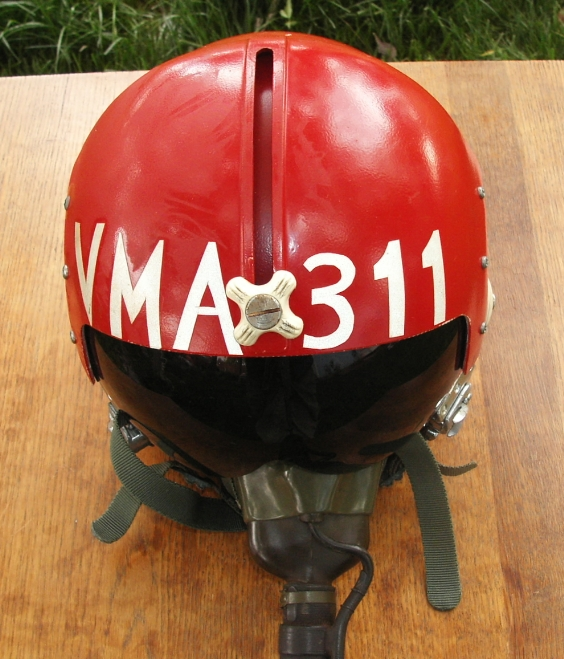
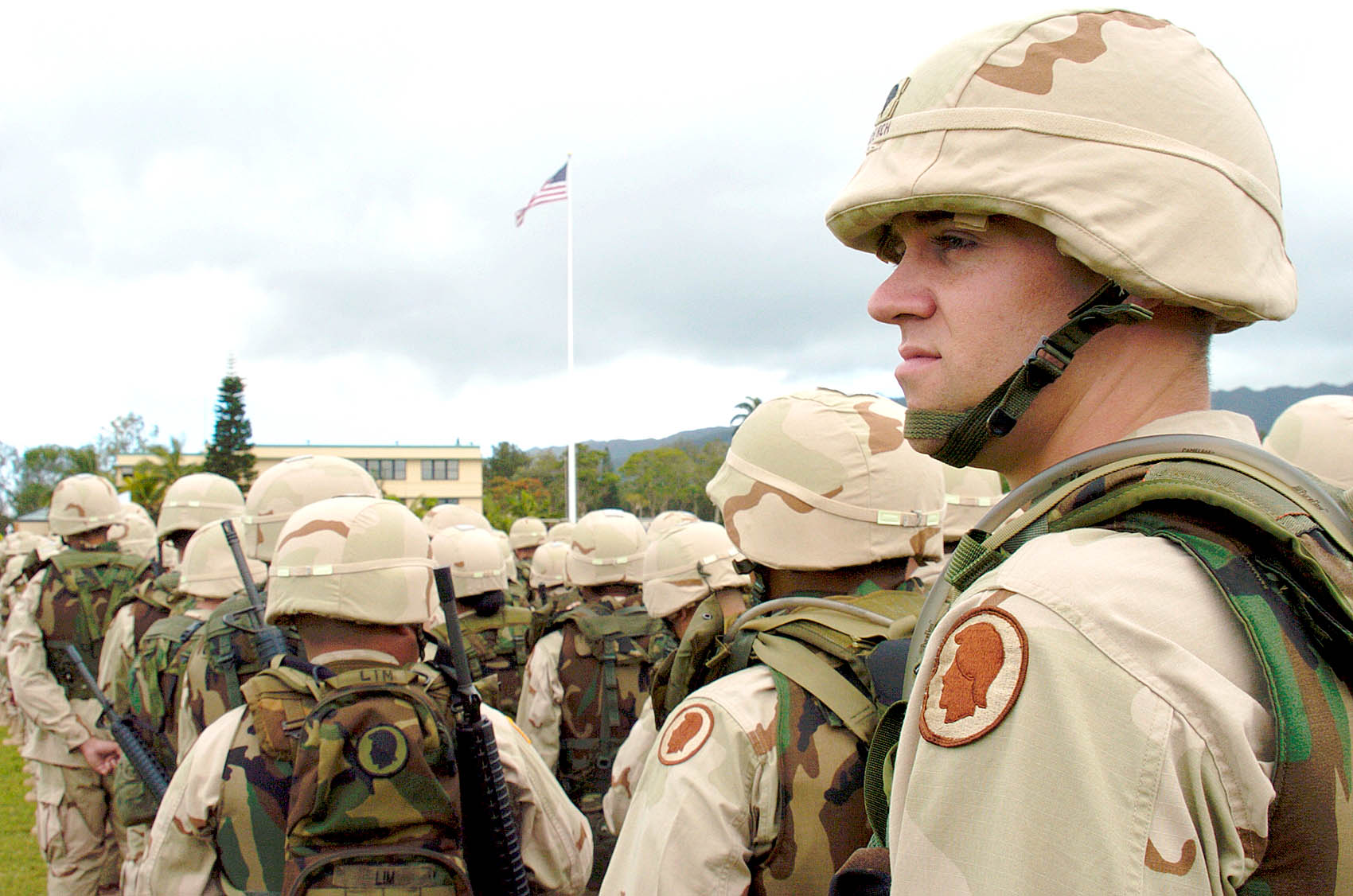
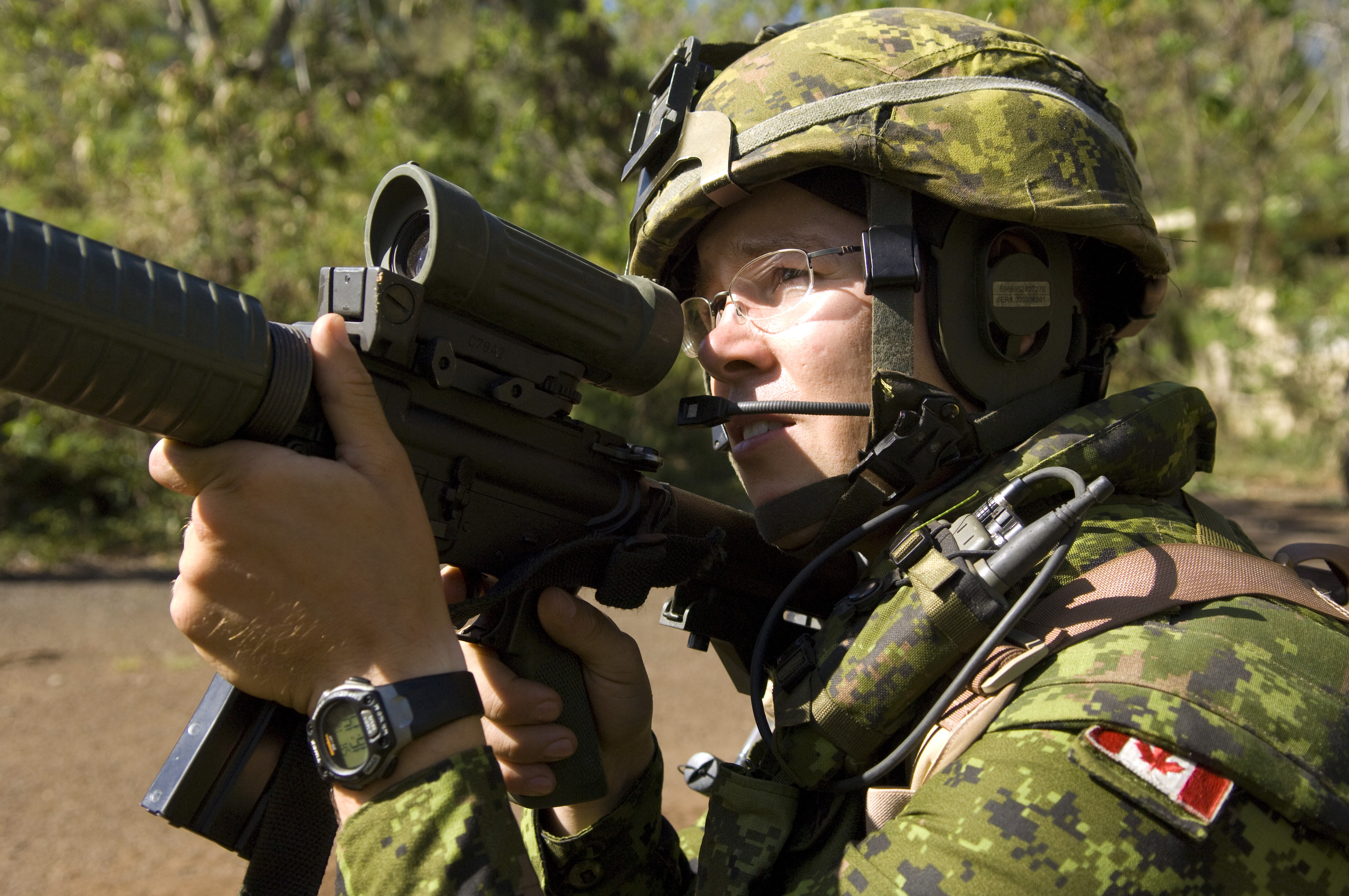
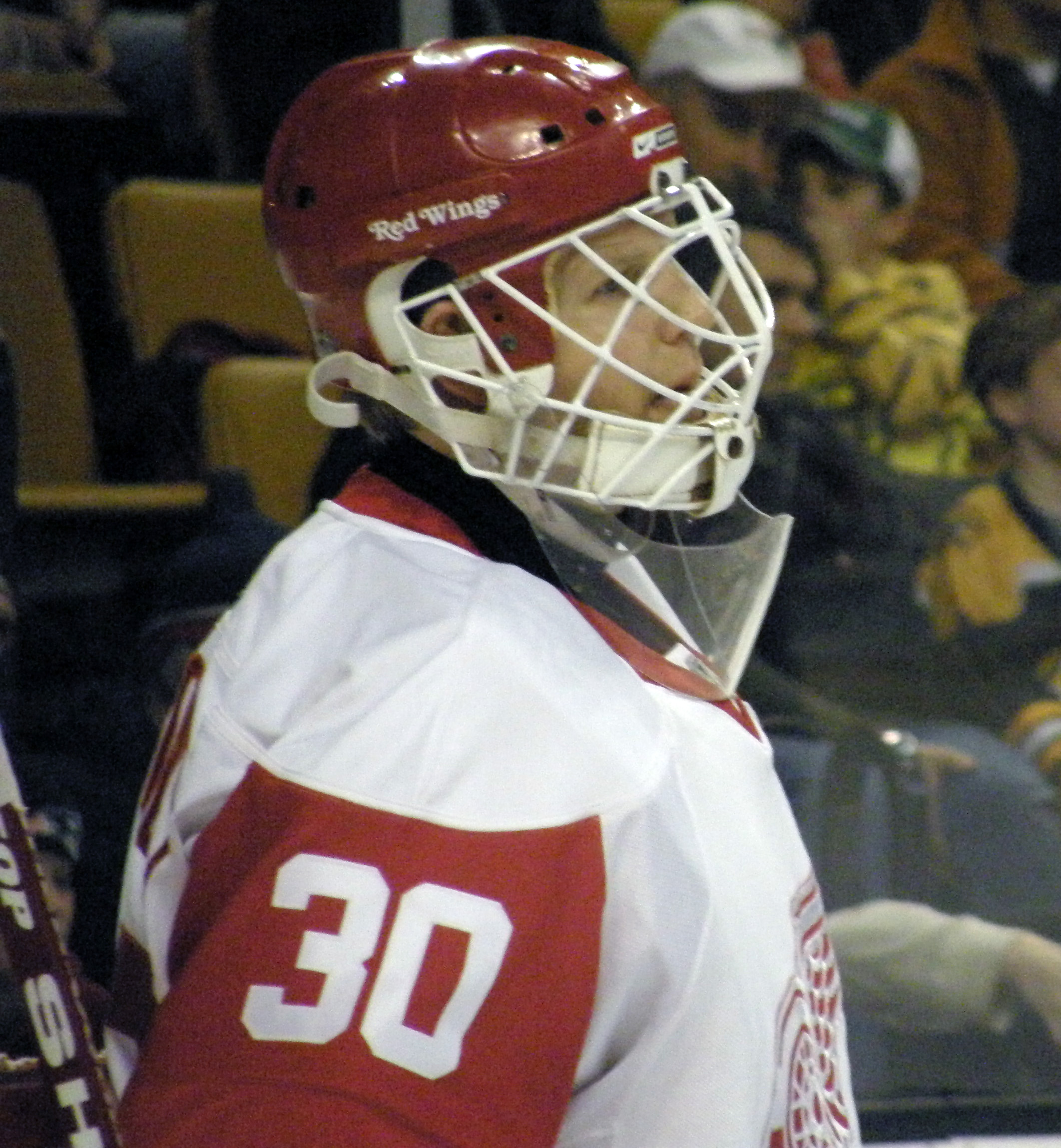
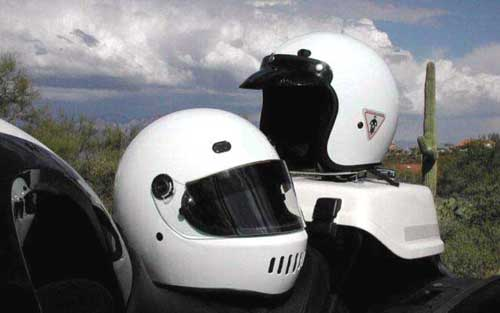
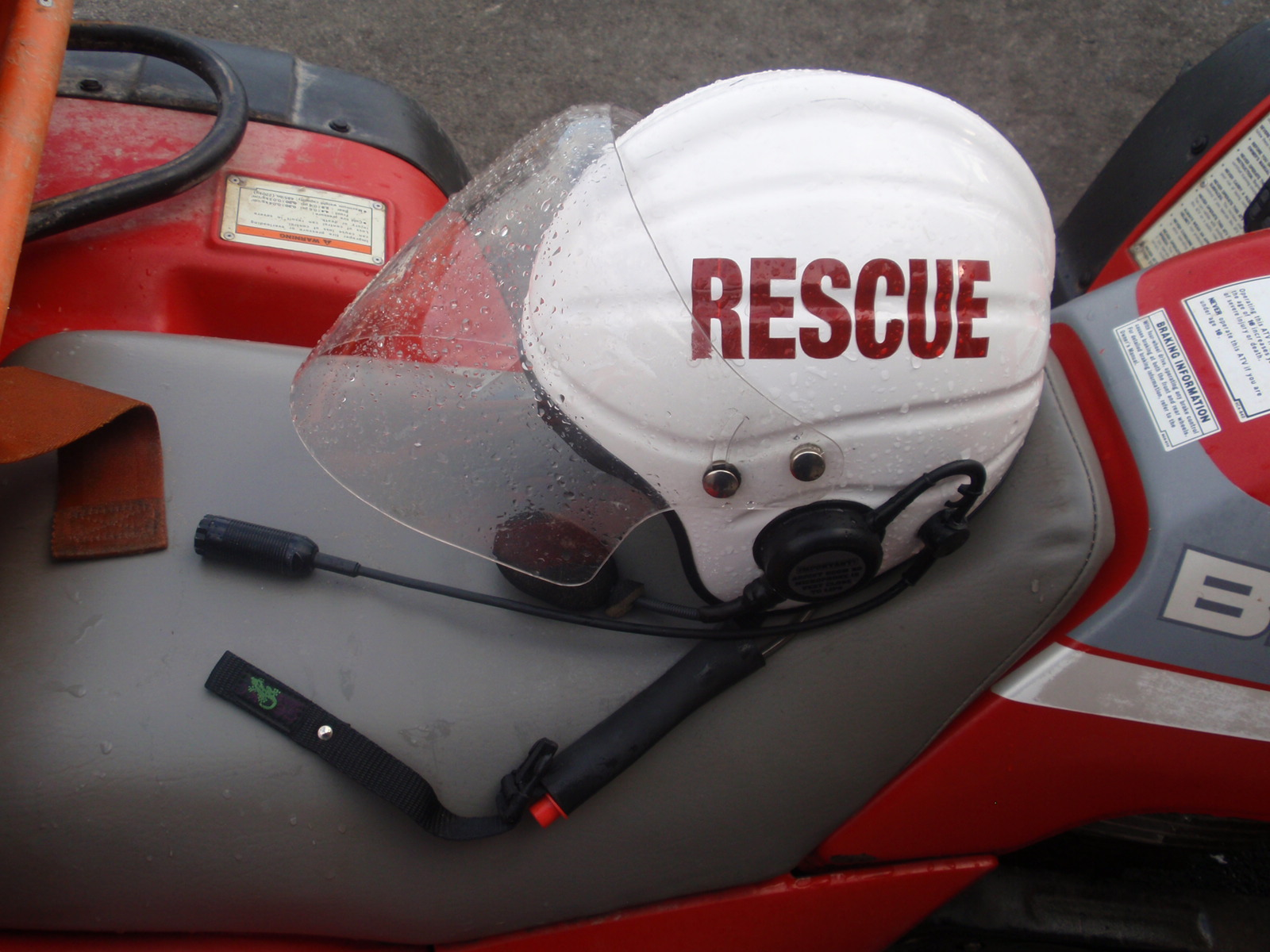
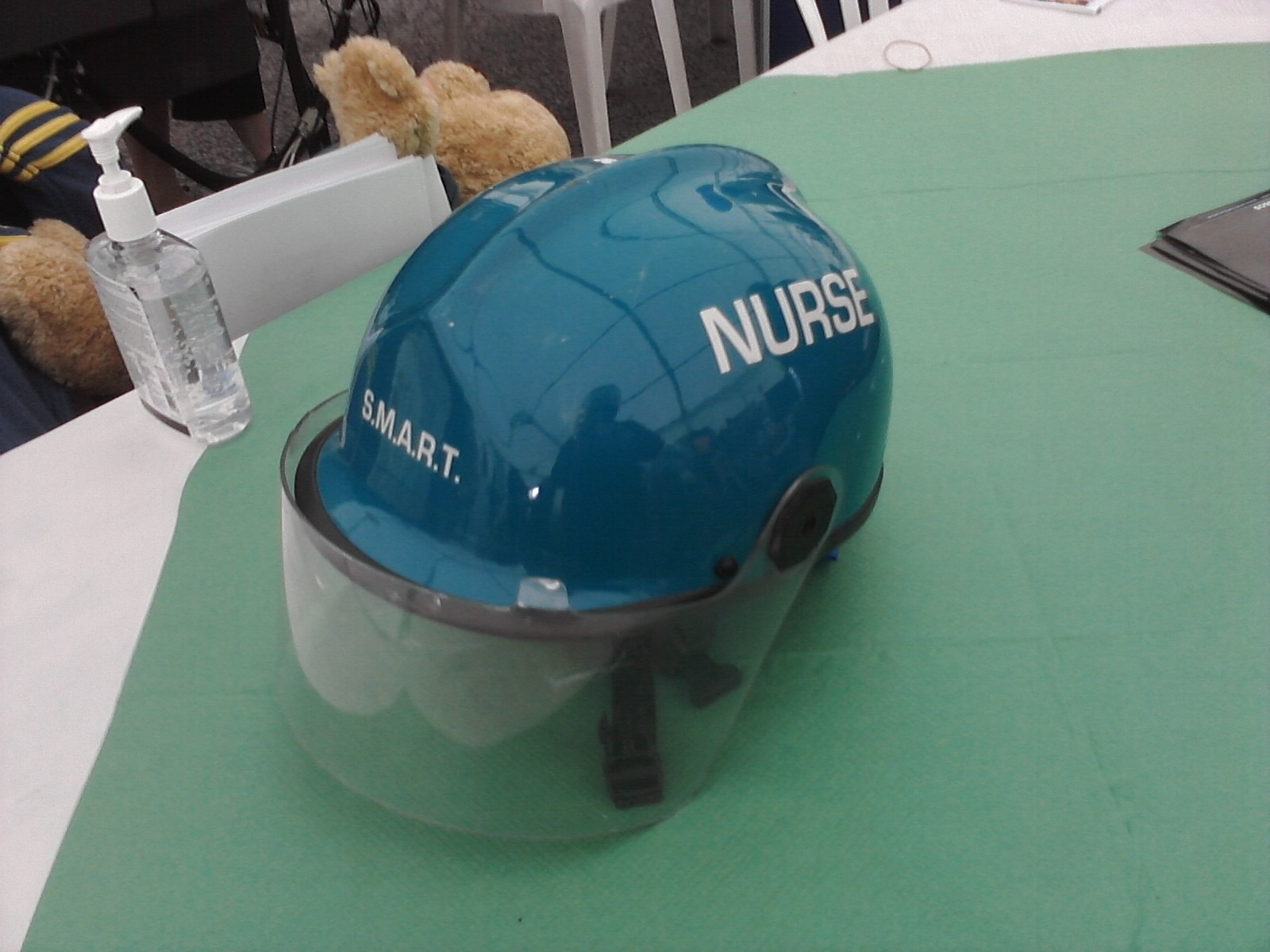
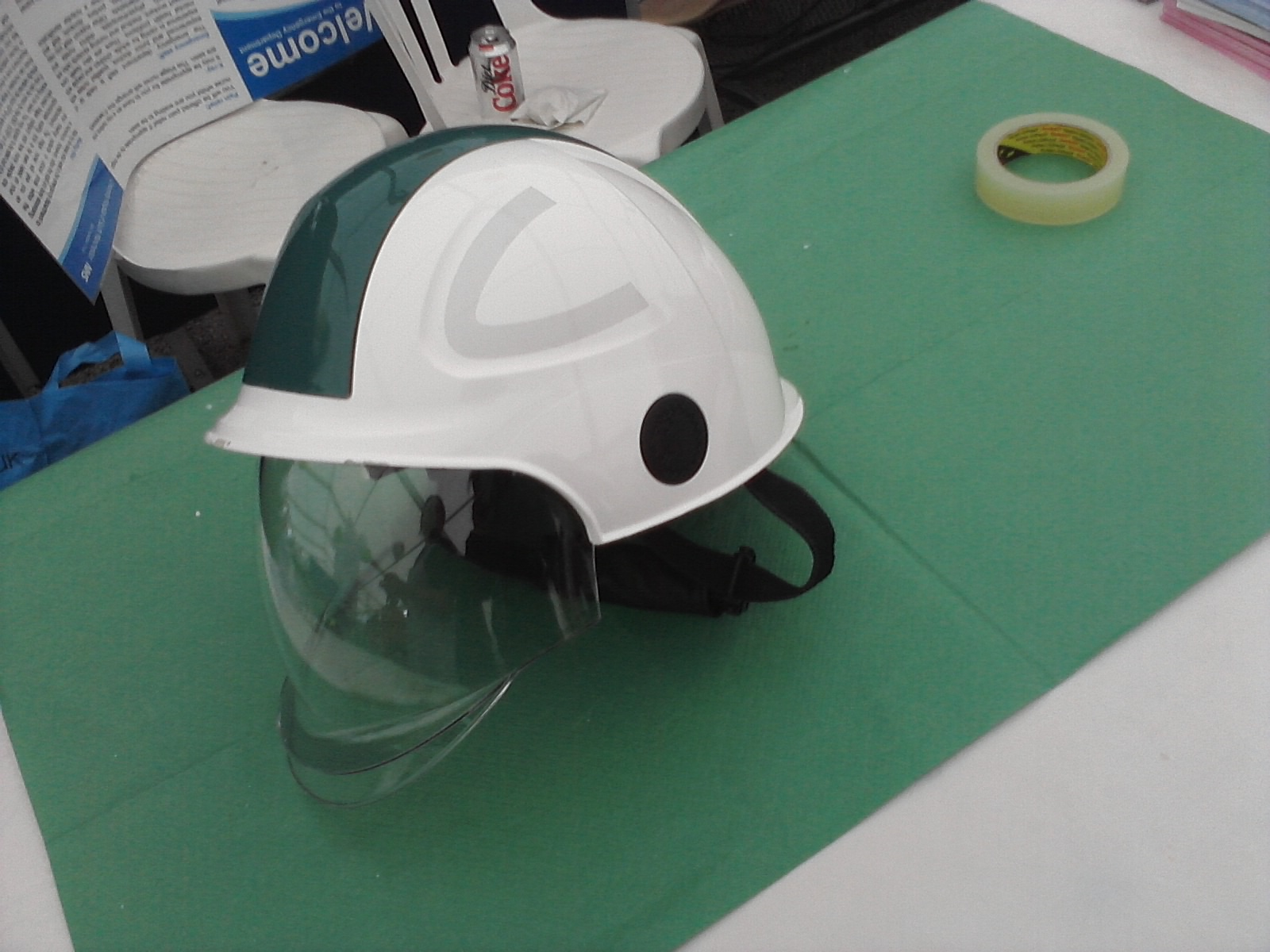
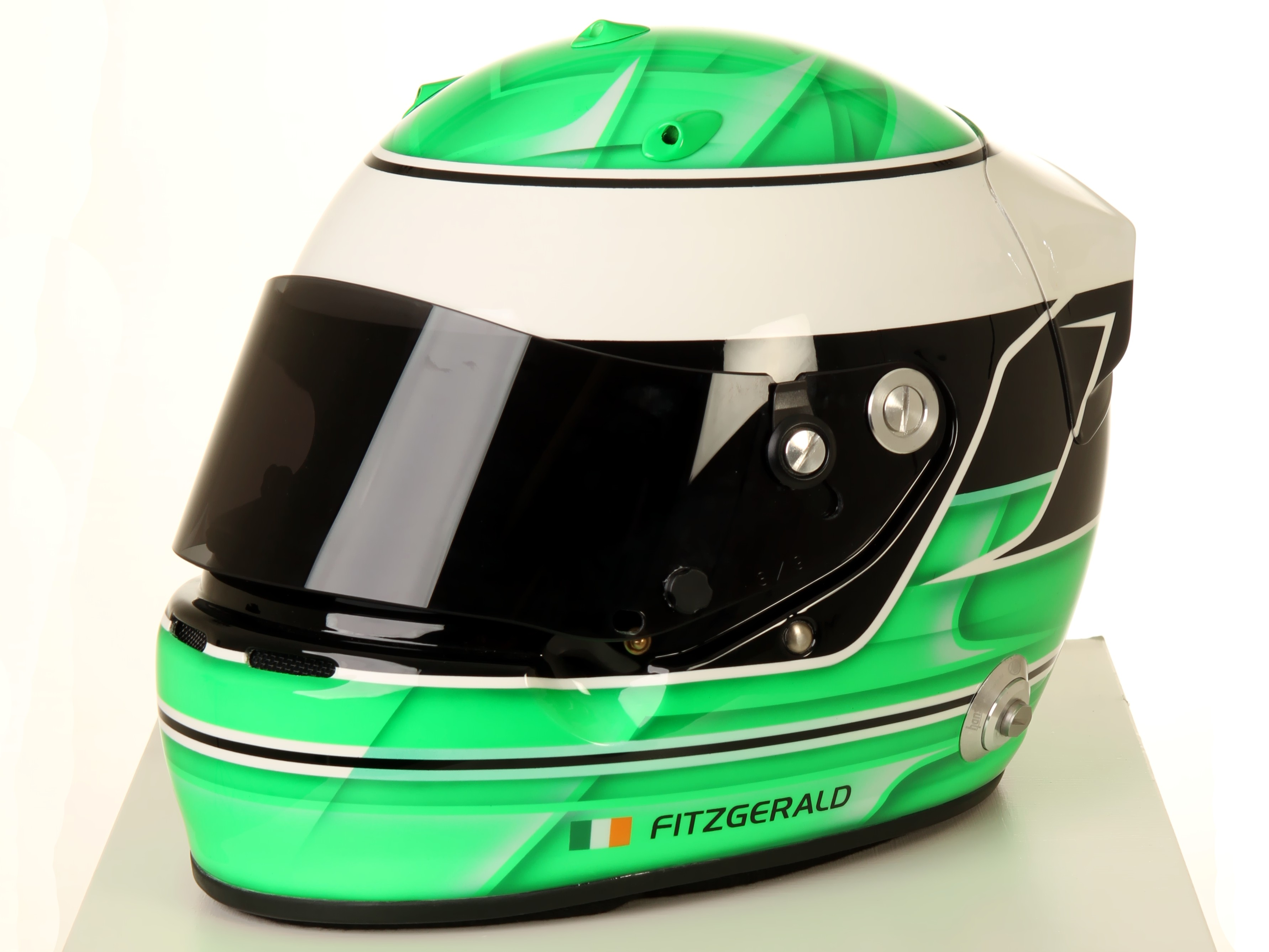
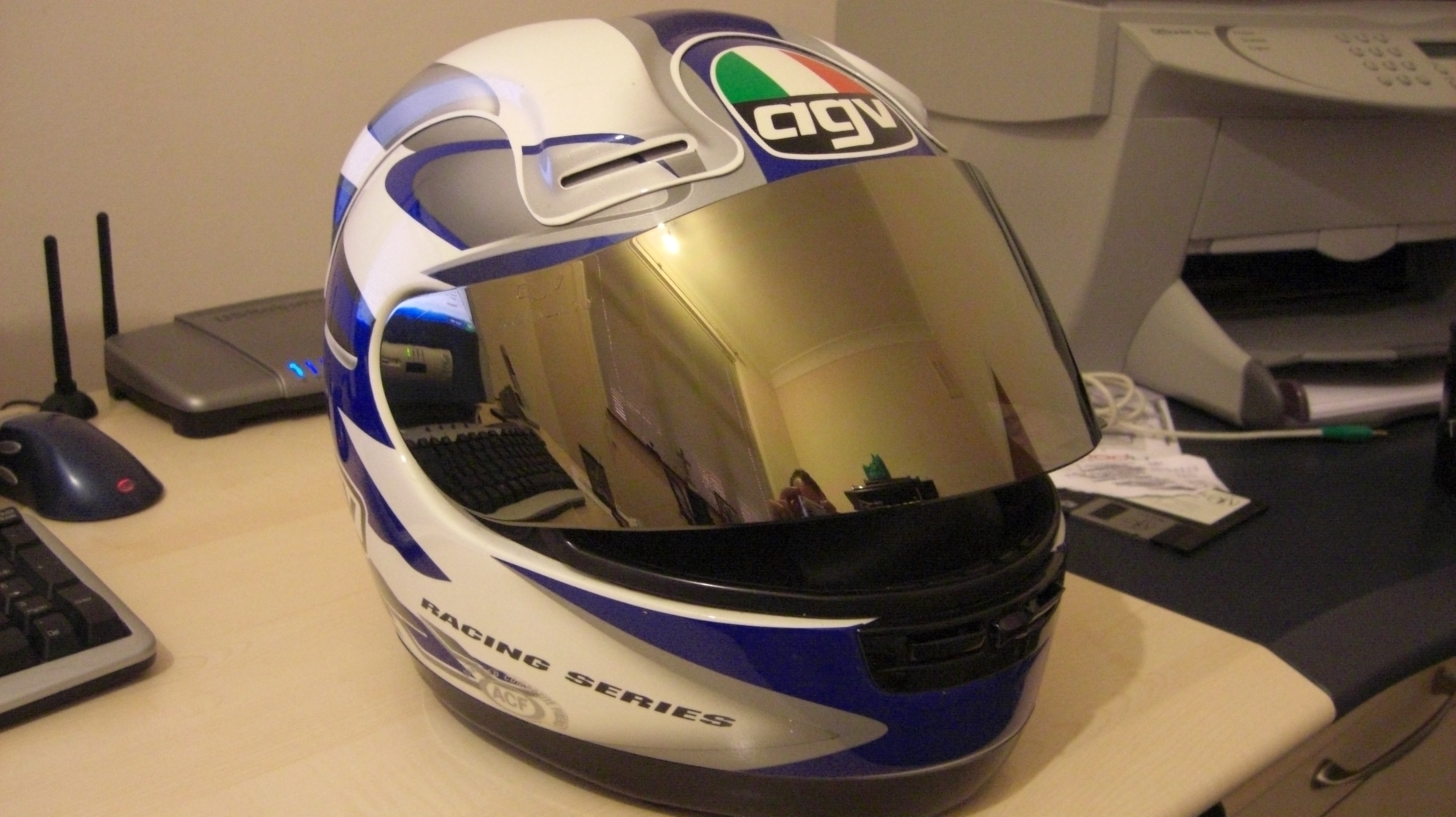